# Alicia Estévez Toranzo
Alicia Estévez Toranzo (Pontevedra, 20 de noviembre de 1955) es una microbióloga española. Ha promovido una decena de patentes de vacunas que previenen enfermedades en pescados de consumo diario.

## Biografía
Su padre era funcionario y su madre, licenciada en Magisterio. Su hermana es catedrática de Análisis Matemático en la Universidad de Vigo. En 1977 se licenció en Biología, y en 1979 en Farmacia. Desde 1991 es catedrática de Microbiología en la Universidad de Santiago de Compostela, donde se había doctorado en Biología (1980).
Está casada con el investigador Juan Luis Barja, y tienen un hijo adoptado.
Desarrolló su actividad postdoctoral en las universidades norteamericanas de Maryland y Oregón, durante dos años, gracias a una beca otorgada por el Ministerio de Educación y Ciencia y la Fundación Juan March.

## Líneas de investigación
Sus principales líneas de investigación se centran en la patología bacteriana en Acuicultura. Concretamente en: la caracterización fenotípica, antigénica y molecular de patógenos de peces; el desarrollo de métodos de diagnóstico de patógenos; la epizootiología; y la quimioterapia y vacunación en Acuicultura.
Dirige, junto con Juan Luis Barja, el grupo de Patología en Acuicultura de la Universidad de Santiago de Compostela, uno de los principales grupos de referencia competitiva de Galicia, en el que trabajan una treintena de investigadores.

## Asociaciones a las que pertenece
- Comité de Expertos de diferentes Comisiones para la elaboración de Planes Nacionales de Investigación, y para la evaluación de proyectos.
- Comité editorial de siete revistas científicas del campo de la Microbiología y la Acuicultura.
- Real Academia Galega de Ciencias (2014)[4][5]
- Real Academia Galega de Farmacia (2017)[6]
- Unidad de Mujer y Ciencias de la Junta de Galicia

## Premios y reconocimientos
- Premio Nacional de Fin de Carrera (Ministerio de Educación y Ciencia)
- Premio Nacional de Investigación "Jaime Ferrán" (Sociedad Española de Microbiología, 1993)[7]

## Publicaciones
Ha publicado más de doscientos artículos en revistas científicas y casi una treintena de capítulos de libros. Ha promovido una decena de patentes de vacunas que previenen enfermedades en pescados de consumo habitual, fundamentalmente rodaballo y trucha.